# Nj (digramme)
Cette page contient des caractères spéciaux ou non latins. S’ils s’affichent mal (▯, ?, etc.), consultez la page d’aide Unicode.
Pour les articles homonymes, voir NJ.
NJ (minuscule nj) est un digramme de l’alphabet latin, composé des lettres N et J.

## Linguistique
Le digramme ‹ nj › est utilisé par diverses langues :
- en albanais, serbo-croate, croate, serbe (alphabet Latin) pour transcrire une consonne palatale nasale (représentée par [ ɲ] dans l'API). En écriture verticale (mots croisés) et dans l’alphabet, il est considéré comme une lettre à part entière. L'ordre alphabétique est entre N et O. Le Scrabble en langue croate propose une pièce Ǌ. En début de phrase, la capitalisation de la lettre est « NJ » ; lorsque la lettre est au début d'un nom propre, le « j » reste en minuscule (il s'agit donc bien d'un digramme et non d'une ligature comme le « œ »).
- en macédonien, le digramme (lettres séparées) pour la translitération de la lettre « Њ » de l'alphabet cyrillique (voir romanisation du macédonien).
- en malgache, le digramme (lettres séparées) pour transcrire la consonne [ⁿd͡z].
- en moussey pour transcrire la consonne [n͡ʒ].

## Histoire
Trois caractères latins Ǌ, ǋ, ǌ ont été conçus pour correspondre à la lettre « Њ » utilisée dans l'alphabet cyrillique pour écrire le serbe. 
Ils ont été ajoutés dans la version Unicode 1.1 de 1993. Cependant, les polices de caractères oublient très souvent ces trois caractères.
Aujourd'hui, ces trois caractères sont de moins en moins utilisés, au profit des deux lettres écrites séparément (comme dans l'article 'Bosnian-Croatian-Montenegrin-Serbian language' de Britannica).

## Représentation informatique
Le digramme ‹ nj › possède plusieurs représentations Unicode:
- une utilisation recommandée en accolant les lettres N et J[1] ;
- les caractères représentant le digramme pour des raisons de compatibilité avec d'anciens codages (comme pour le digramme Ǉ)[2].

| formes                       | représentations | chaînes de caractères | points de code | descriptions                                        |
| ---------------------------- | --------------- | --------------------- | -------------- | --------------------------------------------------- |
| capitale                     | NJ              | NJ                    | U+004E U+004A  | lettre majuscule latine n lettre majuscule latine j |
| majuscule                    | Nj              | Nj                    | U+004E U+006A  | lettre majuscule latine n lettre minuscule latine j |
| minuscule                    | nj              | nj                    | U+006E U+006A  | lettre minuscule latine n lettre minuscule latine j |
| capitale (de compatibilité)  | Ǌ               | Ǌ                     | U+01CA         | lettre majuscule latine nj                          |
| majuscule (de compatibilité) | ǋ               | ǋ                     | U+01CB         | lettre majuscule latine n avec lettre minuscule j   |
| minuscule (de compatibilité) | ǌ               | ǌ                     | U+01CC         | lettre minuscule latine nj                          |